# Gingins
Gingins est une commune suisse du canton de Vaud, située dans le district de Nyon.

## Géographie
La commune est limitrophe de la France (commune de Prémanon), dans la vallée des Dappes[réf. souhaitée].

## Toponymie
Le nom de la commune vient du nom de personne latin Gimius ou Gimmius, complété par le suffixe latin marquant la propriété -anum. Il signifie donc « propriété de Gim(m)ius ».
Il est mentionné pour la première fois sous sa forme actuelle en 1144-1159.

## Histoire
Ce village est le berceau de la famille noble de Gingins, aujourd'hui éteinte, qui est restée en possession de la seigneurie pendant plus de six siècles et a joué un rôle historique important dans la région. 
En 1535, a lieu le combat de Gingins, prélude à la conquête de la région par le canton de Berne.
En 1862, lors du traité des Dappes, la commune perd quelques territoires dans la vallée des Dappes du fait de l'échange effectué entre la France et la Suisse.

## Population

### Gentilé et surnom
Les habitants de la commune se nomment les Ginginois.
Ils sont surnommés les Sèche-Chrétiens, à cause d'une légende selon laquelle un vagabond, invité à passer la nuit dans le four communal, faillit être grillé à l'intérieur le matin suivant par le fournier,.

## Monuments
La commune compte sur son territoire une église, un château du XIIe siècle-XVIe siècle, ainsi que le musée romand de la machine agricole.

## Personnalités liées a la commune
Les sœurs Ellen et Lea Sprunger, devenues athlètes, sont nées et ont grandi à Gingins.
Jo-Wilfried Tsonga, joueur de tennis français, réside à Gingins.

## Armoiries
Coupé au 1 d'argent semé de billettes de sable, au lion naissant du même, lampassé de gueules ; au 2 de gueules à deux hallebardes d'argent en sautoir.
Les armes de la famille Gingins ont été reprises par la commune en 1948 dans la partie supérieure de l'écu. Dans la partie inférieure, les deux hallebardes évoquent le combat de Gingins de 1535, prélude à la conquête bernoise.